# Ząbkowice Śląskie
Ząbkowice Śląskie là một thị trấn thuộc huyện Ząbkowicki, tỉnh Dolnośląskie ở miền tây nam Ba Lan. Thị trấn có diện tích 14 km². Đến ngày 1 tháng 1 năm 2011, dân số của thị trấn là 15830 người và mật độ 1158 người/km².